# Nowy cmentarz żydowski w Kiernozi
Nowy cmentarz żydowski w Kiernozi – został założony w II połowie XIX wieku i zajmuje powierzchnię 0,24 ha, na której zachował się tylko jeden nagrobek. Po wojnie na cmentarzu ustawiono pomnik ku czci ofiar Holocaustu. Teren nekropolii jest nieogrodzony i silnie zadrzewiony.